# Font secundària
Una font secundària és un document elaborat a posteriori per analitzar un fet o període, a diferència d'una font primària, que és coetània a allò que explica. Les fonts secundàries recopilen informació de fonts primàries, sense aportar nous coneixements, però sintetitzant i facilitant l'accés al coneixement de fonts primàries. Les fonts secundàries interpreten i avaluen els fets amb distància (com a mínim temporal) i empren sovint criteris científics. Així doncs aquests documents s'elaboren a partir de consultar dades i informació d'altres fonts documentals. També és aquella que ha reelaborat la informació a partir de fonts primàries i que, en la majoria dels casos, es genera amb posterioritat als fets que es volen estudiar. És de caràcter indirecte i ha estat transmesa per intermediaris que prèviament han analitzat, descrit i interpretat les fonts primàries.
Les fonts secundàries poden prendre múltiples formes: un article a la premsa de commemoració, un informe, un llibre de text o un muntatge de fotografies retrospectiu, etc. Poden estar presents en qualsevol format, gràfic, escrit, o d'altres i pertànyer a una publicació àmplia o ser monogràfiques.

## Classificació
Moltes fonts es poden considerar primàries o secundàries, depenent del context en què s'utilitzin.A més a més, la distinció entre fonts primàries i secundàries és subjectiva i contextual,així que és difícil fer-ne definicions precises.Per exemple, si un text històric analitza documents antics per derivar una nova conclusió històrica, es considera una font primària per a la nova conclusió, però una font secundària d'informació que es troba en els documents antics. Altres exemples en què una font pot ser primària i secundària inclouen un necrològico un informe de diversos volums d'una revista que inclogui un recompte de la freqüència d'articles d'un tema concret.
Si una font es considera primària o secundària en un context determinat, pot canviar, depenent de l'estat actual del coneixement dins del camp.Per exemple, si un document fa referència al contingut d'una carta anterior però no descoberta, aquest document es pot considerar "primari", ja que és el més conegut d'una font original, però si la carta es troba més tard, pot ser considerat "secundari".
Els intents de mapejar o modelar la comunicació científica i acadèmica necessiten els conceptes de "nivells primaris, secundaris i més". Un d'aquests models és el model UNISIST de difusió d'informació. Dins d'aquest model, aquests conceptes es defineixen entre ells, i l'acceptació d'aquesta manera de definir els conceptes es relaciona amb l'acceptació del model.
Algunes altres llengües modernes utilitzen més d'una paraula per a la paraula anglesa "source". L'alemany sol utilitzar Sekundärliteratur ("literatura secundària") per a fonts secundàries per fets històrics, deixant Sekundärquelle ("font secundària") a la historiografia. Un Sekundärquelle és una font que pot explicar sobre un Primärquelle perdut ("font primària"), com una carta que cita d'uns minuts que ja no se sap que existeixen, per la qual cosa no pot ser consultat per l'historiador.

## Ciència, tecnologia i medicina
En general, les fonts secundàries es descriuen com a articles de revisió o metaanàlisi.
Els materials d'origen primari es defineixen normalment com a "documents d'investigació originals escrits pels científics que realitzen l'estudi". Un exemple de material primari és la secció Objectiu, mètodes, resultats, conclusions d'un document de recerca (en estil IMRAD) en una revista científica dels autors que van realitzar l'estudi. En alguns camps, una font secundària pot incloure un resum de la literatura a la Introducció d'un document científic, una descripció del que es coneix sobre una malaltia o tractament en un capítol d'un llibre de referència o una síntesi escrita per revisar la literatura disponible. Una enquesta de treballs anteriors en el camp en una font primària revisada per parells és la informació d'origen secundària. Això permet l'obtenció secundària de troballes recents en àrees on els articles de revisió completa encara no s'han publicat.
Una revisió del llibre que conté el criteri del revisor sobre el llibre és una font primària per a l'opinió del revisor i una font secundària per als continguts del llibre.Un resum del llibre dins d'una ressenya és una font secundària.

### Biblioteca i ciències de la informació
A les biblioteques i les ciències de la informació, les fonts secundàries són generalment considerades com aquelles fonts que resumeixen o afegeixen comentaris a fonts primàries en el context de la informació o idea en particular.

### Matemàtiques
Un ús important de les fonts secundàries en el camp de les matemàtiques ha estat fer que les idees matemàtiques i proves difícils de les fonts primàries siguin més accessibles per al públic; en altres ciències es preveu que les fonts terciàries compleixin el paper d'introducció.

### Història familiar
"Una font secundària és un registre o declaració d'un esdeveniment o circumstància realitzada per un testimoni que no és presencial o per algú que no està estretament relacionat amb l'esdeveniment o les circumstàncies, registrat o declarat verbalment en algun moment o després de l'esdeveniment o per un testimoni ocular en un moment després de l'esdeveniment quan la fal·libilitat de la memòria és un factor important " En conseqüència, d'acord amb aquesta definició, un relat de primera mà escrit molt després de l'esdeveniment" quan la fallabilitat de la memòria és un factor important "és un font secundària, tot i que pot ser la primera descripció publicada d'aquest esdeveniment.

### Autobiografies
Una autobiografia pot ser una font secundària de la història o de les humanitats quan s'utilitza per obtenir informació sobre temes diferents de la seva assignatura. Per exemple, molts comptes de primera mà dels esdeveniments de la Primera Guerra Mundial escrits en els anys de la postguerra van ser influïts per la percepció actual de la guerra que era significativament diferent de l'opinió contemporània.